# Vitalij Brun'ko
Vitalij Petrovyč Brun'ko (in ucraino Віталій Петрович Брунько?; Kiev, 24 ottobre 1976) è un ex giocatore di calcio a 5 ucraino.

## Carriera
Utilizzato nel ruolo di giocatore di movimento, come massimo riconoscimento in carriera ha la partecipazione con la nazionale maschile di calcio a 5 dell'Ucraina al FIFA Futsal World Championship 1996 ad Hong Kong dove la nazionale est-europea, al suo primo campionato del mondo è giunta al quarto posto finale, battuta nella finalina dalla Russia.